# Malle (Bélgica)
Malle é um município da Bélgica localizado no distrito de Antuérpia, província de Antuérpia, região da Flandres.